# Odontocolon bicolor
Odontocolon bicolor är en stekelart som först beskrevs av Cresson 1870.  Odontocolon bicolor ingår i släktet Odontocolon och familjen brokparasitsteklar. Inga underarter finns listade i Catalogue of Life.